# Časová osa války Izraele s Hamásem (2023)
Toto je časová osa války Izraele s Hamásem zahrnující období roku 2023. Válka začala 7. října 2023 útokem palestinských ozbrojených skupin proti civilním i vojenským objektům v Izraeli. Na to odpověděly Izraelské obranné síly (IOS) leteckými údery v Pásmu Gazy.

## Říjen 2023
Válka začala 7. října raketovým útokem z Pásma Gazy proti izraelskému území, který pokračoval nájezdem komand Hamásu na izraelské osady a vojenská zařízení v okolí Pásma Gazy. Při těchto útocích ozbrojenci zabíjeli civilisty, včetně žen a dětí. Další stovky osob byly uneseny z Izraele do Pásma Gazy. Během následujících dní se izraelské armádě podařilo útočníky zlikvidovat či vytlačit zpět do Pásma Gazy. Zároveň Izraelské obranné síly (IOS) zahájily série leteckých útoků proti cílům v Pásmu Gazy včetně úplné blokády a odpojení energetických zdrojů včetně dodávek pitné vody a lékařského vybavení. Některé organizace začaly mluvit o blížící se humanitární katastrofě.V Izraeli byla zahájena částečná mobilizace záloh a příprava na pozemní invazi do Pásma Gazy. 13. října provedly IOS jednorázový útok do Pásma Gazy. Od poloviny října vyhlásil vytvoření tzv. humanitární zón v Pásmu Gazy pro civilní obyvatelstvo. 18. října se v prostoru východního Středomoří objevila letadlovou loď USS Dwight D. Eisenhower. Stala se tak po USS Gerald R. Ford druhou letadlovou lodí v oblasti mající za cíl odstrašit různé státní či nestátní subjekty od zasahování do konfliktu. V Rudém moři začal operovat americký torpédoborec USS Carney, který se podílel na ochraně izraelské vzdušného prostoru před Hútsíi, kteří z jimi ovládané části Jemenu začali podnikat dronové a později raketové útoky proti Izraeli.
Útoky proti Izraeli naproti tomu pohrozil Írán. 28. října zahájily IOS pozemní invazi do Pásma Gazy. Na odpor se izraelské armádě v severní a jižní části Pásma Gazy postavily Brigády Izz ad-Dína al-Kassáma, ozbrojená složka Hamásu, Jeruzalémské brigády, ozbrojená složka Palestinského islámského džihádu, Brigády mučedníků Al-Aksá a další palestinské milice.

## Listopad 2023
Izraelské obranné síly pokračovaly v postupu a Pásmo Gazy se jim podařilo rozdělit. Nejtěžší boje probíhaly v hlavním městě Pásma Gazy, v Gaze, v Džabalíi a místním palestinském uprchlickém táboře. či Bajt Hanún. Gazu a Bajt Hanún se následně podařilo obklíčit. Palestinské odbojové skupiny kladly odpor a proti izraelským jednotkám používaly jak ruční zbraně, tak i protitankové zbraně či improvizovanými výbušnými zařízeními IED. Zatímco část izraelských jednotek postupovala ze severu podél středomořského pobřeží, další jednotky sváděly těžké boje s Brigádami Izz ad-Dína al-Kassáma, Jeruzalémskými brigádami, Brigádami mučedníků Al-Aksá a dalšími skupinami. 5. listopadu IOS oznámily obklíčení Gazy a rozdělení Pásma Gazy na dvě části. 13. listopadu se jednotkám IOS podařilo přiblížit až k nemocnici Šífa v Gaze. Podle Izraelské armády v prostoru nemocnice nachází významné velitelské centrum Hamásu. 15. listopadu izraelští vojáci do nemocnice pronikli. 17. listopadu nemocnici IOS úplně obklíčily 19. listopadu bylo díky zprostředkování Katarem, USA a Egyptem dosaženo dohody o pětidenním příměří. Do konfliktu se únosem obchodní lodi v Rudém moři zapojili Hútiové ovládající část Jemenu. 21. listopadu bylo oznámeno uzavření dohody o příměří mezi Hamásem a Izraelem, při kterém dojde k propuštění části zadržovaných izraelských rukojmí výměnou za propuštění části palestinských vězňů zadržovaných v Izraeli. V pátek 24. listopadu ráno vstoupilo příměří v platnost. Během čtyřdenního příměří, které bylo následně o další tři dny prodlouženo bylo celkem propuštěno 105 rukojmí a 240 palestinských vězňů. Do Pásma Gazy se dostaly stovky kamionů s humanitární pomocí.

## Prosinec 2023
Podle izraelského tvrzení bylo před 7 hodinou ranní vypáleno z Pásma Gazy několik raket. Na to IOS odpověděly obnovením bojové činnosti. Tím bylo ukončeno příměří. V následujících dne pokračovala izraelská armáda v útocích zejména na severu Pásma Gazy. Nejtěžší boje se odehrávaly v okolí Gazy, Chán Jůnisu, Džabalíji, či při postupu na jih Pásma Bajt Hanún. Palestinské militantní skupiny odpovídaly raketovými útoky na izraelská města Ramat Gan, Aškelon, Beršebu a další. Při pozemních bojích čelily izraelské jednotky protiútokům Palestinců na všech místech. 6. prosince střela protiraketové systému Arrow zničila nad Rudým mořem raketu země-vzduch, u které se předpokládalo, že byla vystřelena Húsíi z Jemenu. Generální tajemník OSN António Guterres nazval situaci v Pásmu Gazy humanitární katastrofou. V dalších dnech, přes tvrzení izraelského ministra obrany Jo'av Galanta, že Hamás je v severní části na pokraji demontáže, pokračovaly těžké boje v některých čtvrtích Gazy, Džabalíji a okolí. Od 13. prosince začaly izraelské jednotky zaplavovat tunelové sítě Hamásu mořskou vodou a Húsíové pokračovaly v raketových útocích a útocích bezpilotními prostředky na civilní plavidla v Rudém moři, v čemž se jim aktivně snažily bráni válečné lodě amerického námořnictva. 15. prosince izraelští vojáci omylem zabili 3 rukojmí, kterým se podařilo uprchnout ze zajetí Palestinců. IOS následně přiznaly zodpovědnost za jejich zabití. Od 18. prosince zahájily USA operaci v Rudém moři, mající za cíl chránit proplouvající obchodní lodě. Těžké boje probíhaly v Bajt Hanúnu, Jabalíji, v Zajtúnu v Gaze a Chán Júnis. Podle WHO nefunguje v na severu Pásma Gazy žádná nemocnice. Důvodem je nedostatek paliva, personálu a zdravotnického materiálu. Dalších 36 nemocnic v Pásmu Gazy funguje jen částečně. Rezoluci požadující... umožnění okamžité, bezpečné a neomezené poskytování humanitární pomoci označila řada mezinárodních organizací za nedostatečnou. 27. prosince zahájila izraelská armáda postup do střední části Pásma Gazy. Těžké boje probíhaly v Bureji, Magází a Nusejratu. 31. prosince mluvčí IOS sdělil, že z bojů v Pásmu Gazy bude postupně staženo 5 brigád.